# 辐射松
辐射松（学名：Pinus radiata），又名新西兰松、新西兰辐射松，是松属下的一种乔木，原产地于美国加州的一些海岛上。在原产地生长速度较慢，未被重视。于19世纪进入新西兰，生长情况很好。

## 描述及分布
它属于松柏门，常绿树种，在野外生长15米到30米之间，但在最佳条件下栽培高度高达60米，有向上的分支和圆顶。
它位于圣克鲁斯，蒙特里半岛和圣路易斯奥比斯波县三个非常有限的地区。在澳大利亚，新西兰和西班牙，它是主要的引进树而在阿根廷，智利，乌拉圭，肯尼亚和南非，它是一个主要的种植园种类。

## 用途
辐射木适用于各种用途，并且具有树脂香味。弯曲时很脆弱。